# Писаренко Євгеній Ігорович
Євгеній Ігорович Писаренко (нар. 17 лютого 2005, Полтава, Україна) — український футболіст, півзахисник футбольного клубу «Буковина-2».

## Життєпис
Народився в Полтаві. Вихованець місцевої академії «ДЮСШ ім. І.Горпинка», за яку з 2018 по 2023 рік виступав у ДЮФЛУ. У дорослому футболці дебютував 2022 року в складі «ДЮСШ ім. І.Горпинка», яка виступала в чемпіонаті Полтавської області (9 матчів, 2 голи). Наступного року в складі клубу виступав в обласній першості Полтавщини.
Наприкінці липня 2023 року перебрався до «Зорі», де протягом першої частини сезону 2023/24 років захищав кольори юнацької (U-19) команди. У футболці першої команди дебютував 12 березня 2024 року в програному (0:2) виїзному поєдинку 21-го туру проти київського «Динамо». Євгеній вийшов на поле в стартовому складі та відіграв увесь матч.